# Rivolte di Hong Kong del 1956
Le rivolte di Hong Kong del 1956 furono il risultato di una serie di provocazioni crescenti tra i nazionalisti filo-cinesi ed i comunisti di Hong Kong durante la festa nazionale del 10 ottobre 1956.
Le violenze principali si ebbero nel villaggio di Tsuen Wan, a cinque miglia dalla più centrale Kowloon. Una sommossa si mise a saccheggiare una clinica, uccidendo quattro persone. Nello scontro vennero coinvolti anche degli stranieri, tra cui un taxi che si trovava su Nathan Road che venne incendiato, portando alla morte di un cittadino svizzero.
Per placare la rivolta, il segretario coloniale Edgeworth B. David ordinò che alcuni uomini extra delle forze britanniche ad Hong Kong, tra cui alcune truppe del 7° ussari, fossero inviati a rafforzare le forze di polizia di Hong Kong per disperdere i rivoltosi. In totale, a fine giornata si contarono 59 morti e circa 500 feriti. I danni alle proprietà vennero stimati in 1 000 000 di dollari.
Nei processi che fecero seguito alla rivolta, quattro persone vennero accusate di assassinio e subirono la pena di morte.